# Bonneville (cratère)
Pour les articles homonymes, voir Bonneville.
Le cratère Bonneville est un cratère d'impact de 192 m de diamètre, situé lui-même à l'intérieur du cratère Gusev, à la surface de la planète Mars.
Ce nom a été attribué en référence au lac préhistorique géant Bonneville, qui couvrait une large partie de l'État de l'Utah, et pour rappeler l'espoir de trouver des signes d'une présence passée de l'eau. Le robot Spirit, de la mission MER-A lancée le 10 juin 2003, s'est posé le 3 janvier 2004 dans le cratère Gusev. La NASA espérait que cette dépression ait pu abriter un lac, et que le robot Spirit puisse détecter les traces d'une présence ancienne et prolongée d'eau. 

## Passage du robotSpirit

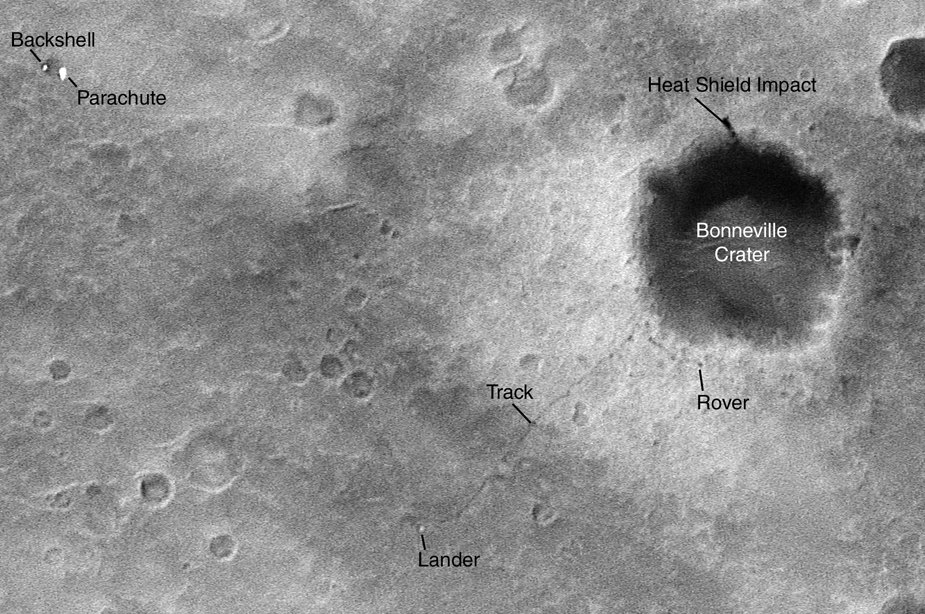
Photographie du cratère d'impact Bonneville sur Mars prise par la sonde Mars Global Surveyor, le 30 mars 2004 (sol 85 de la mission MER-A), et montrant le rover Spirit examinant le rocher Mazatzal, les traces de ses roues sur le sol martien, son parachute, son bouclier arrière, son bouclier thermique, et son atterrisseur.

Contrairement au site d'atterrissage de son  robot jumeau Opportunity, celui de Spirit ne montrait pas d'affleurement rocheux permettant de conduire des études sur la nature du sous-sol. Le rover Spirit a donc été dirigé vers le cratère d'impact Bonneville, dans l'espoir que celui-ci serait suffisamment profond pour mettre au jour des affleurements de roches.
L'impact n'a pas été suffisant pour que des éjectats proviennent d'une sous-couche volcanique. Le rover Spirit a donc été dirigé vers les collines Columbia, à 2,3 km de distance, toujours dans l'espoir de trouver des affleurements rocheux.
La sonde Mars Global Surveyor, en orbite autour de Mars, a pris des photographies suffisamment précises (voir ci-contre) pour voir le rover Spirit, mais aussi les traces laissées par ses roues dans la poussière martienne.
Le passage du rover Spirit le long du bord du cratère a permis de créer l'image composite ci-dessous sur 180 degrés en haute résolution et en fausses couleurs avec la caméra panoramique du robot.